# Davallia graeffei
Davallia graeffei là một loài dương xỉ trong họ Davalliaceae. Loài này được Luerss. mô tả khoa học đầu tiên năm 1871.